# El Redomón
El Redomón est une localité rurale argentine située dans le département de Concordia et dans la province d'Entre Ríos.

## Histoire
Des siècles avant la période coloniale, au XVIIe siècle, elle était peuplée par les Indiens Charrúa, habitants primitifs de cette région entre 1706 et 1749 : les Guenoas en 1716 et les Yaros en 1700. La population est composée de créoles, de descendants d'Allemands de la Volga, d'Allemands d'autres origines, d'Autrichiens, etc. Les habitants de la région lui ont donné le nom de El Redomón, qui signifie littéralement « cheval indompté ».
Le centre de population rurale a été créé par le décret no 2304/1990 MGJE du 6 juin 1990 et son premier conseil d'administration a été nommé par le décret no 2999/1990 MGJOSP du 17 juillet 1990. Son deuxième conseil d'administration a été nommé par le décret no 976/1993 MGJE du 24 mars 1993. Le troisième par décret no 974/1995 MGJE du 8 mars 1995 (1 président, 4 membres et 2 suppléants). Le quatrième par décret no 3194/1996 MGJE du 30 août 1996. Le cinquième par décret no 2572/2000 MGJE du 12 juin 2000. Le sixième par décret no 1948/2004 MGJEOYSP du 10 mai 2004. Le septième par décret no 568/2006 MGJEOYSP du 27 février 2006.
Le territoire juridictionnel d'El Redomón ne correspondant pas à un circuit électoral, le conseil d'administration n'a pas pu être élu lors des élections du 18 mars 2007, comme cela a été le cas pour les autres conseils d'administration de la province après la réforme de la loi no 7555. Il a donc dû être nommé par le décret no 802/2008 MGJEOYSP du 8 février 2008. Le premier conseil de direction électif (1 président, 5 membres titulaires et 3 membres suppléants) a été élu lors des élections du 23 octobre 2011, pour lesquelles l'ensemble du circuit électoral 244-Moreyra a été utilisé, tandis que le secteur de la juridiction d'El Redomón appartenant au circuit électoral 239-Loma Negra a voté pour élire les membres du conseil de direction de la Colonia San Justo.
Les limites juridictionnelles ont été établies par le décret no 1182/2002 MGJ du 8 avril 2002, incluant tout le district de Moreira et une partie des Suburbios. Les limites sont soutenues par le río Gualeguay, le ravin Bermudez et les ruisseaux Gualeguaycito, Moreira, Moreirita et Baez. Elle est bordée au nord-est et au nord par le département de Federación, à l'ouest et au sud-ouest par le département fédéral, au sud-est par l'ejido municipal de Los Charrúas et par le conseil de gouvernement de Colonia San Justo, et au sud par une zone non organisée.